# Provincia di Hamadan
La provincia di Hamadan (in persiano: استان همدان‎), talvolta traslitterata in Hamedan, è una delle trentuno province dell'Iran. Il capoluogo è la città di Hamadan (550 284 abitanti nel 2005), l'intera regione ha una popolazione di circa 1,7 milioni di abitanti.

## Geografia fisica
La provincia è situata in un territorio montagnoso, la attraversano da nord-ovest a sud-ovest i monti 'Alvand', una propaggine della catena dei monti Zagros.
Il clima è temperato con estati calde e inverni relativamente rigidi.
Altre città importanti della regione sono: Tuyserkan, Nahavand, Malayer, Asadabad, Bahar, Razan, Kabudarahang.

## Società

### Evoluzione demografica
Nella provincia risiedono persone appartenenti a quattro diverse etnie: persiani, azeri, curdi e luri.

## Storia
La provincia di Hamedan comprende una delle parti dell'Iran più ricche di reperti e monumenti dell'antichità. L'attuale città di Hamadan è l'antica Ecbatana, la capitale dei medi prima della loro unione con i persiani.

## Geografia antropica

### Suddivisioni amministrative
La provincia è suddivisa in 9 shahrestān per un totale di 24 circoscrizioni (bakhsh):
- Shahrestān di Asadabad
- Shahrestān di Bahar
- Shahrestān di Famenin
- Shahrestān di Hamadan
- Shahrestān di Kabudarahang
- Shahrestān di Malayer
- Shahrestān di Nahavand
- Shahrestān di Razan
- Shahrestān di Tuyserkan